# Діатоніка
Діато́ніка (від грец. διατονικος — той, що переходить від тону до тону) — 7-ступеневний звукоряд, звуки якого можуть бути розташовані по чистих квінтах (Музичний словник Гроува). Діатонічний звукоряд містить лише чисті, малі та великі інтервали, а також тритон. При цьому малі секунди не можуть бути розташованими поспіль.
В Стародавній Греції — один із трьох основних ладових нахилів («родів»), поряд з хроматикою (можливе використання двох малих секунд поспіль) та енармонікою (включає інтервали мікрохроматики)

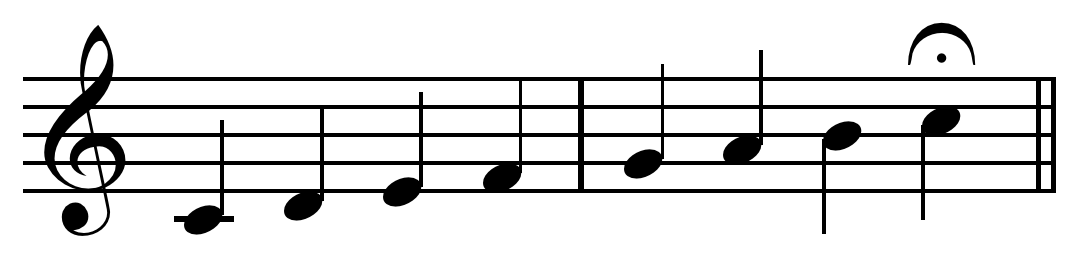
Діатонічний звукоряд від C рівномірно-темперований і натуральний

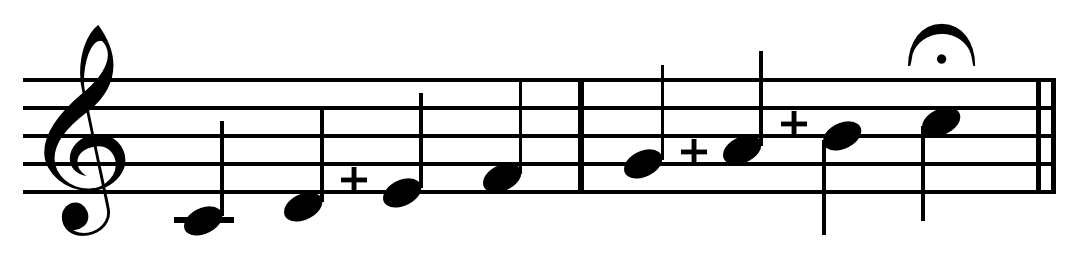
Піфагорійська діатоніка від до. + дідімова кома.

В теорії музики з поняттям діатоніки тісно зв'язані такі поняття:
- Діатонічні лади — лади, що складаються зі звуків діатоніки. Такими ладами є натуральний мажор і мінор, давньогрецькі діатонічні лади — лідійський, іонійський, дорійський, еолійський, фригійський та локрійський.
- Діатонічні інтервали — чисті, малі та великі інтервали, властиві діатонічним ладам. На відміну від хроматичних (зменшені та збільшені інтервали)
- Діатонічна гама — звуки діатонічного ладу, розташовані у висхідній або низхідній послідовності

В ХХ столітті окремі музикознавці (в тому числі композитор М. М. Скорик) діатонічними називали також 12-ступеневі системи, кожна із ступенев яких трактується як самостійна. При цьому в суть поняття діатоніки вкладається інший сенс: діатоніка як сукупність основних ступенів.
На думку Ш.Кеклена діатоніка, як ладо-тональна основа, до певної міри контрастує хроматичному мажоро-мінору і лишається характерною народній музиці , а також знайшла втілення у музиці К. Дебюссі, Ґ. Форе, Ф. Пуленка та інших композиторів. В Українській  музиці, на думку В. Золочевського, діатоніка поєднується із переважанням секундових зв'язків, плавного низхідного пощабельного руху, що відрізняє її від переважання кварто-квінтових співвідношень у класичній європейській музиці. 